# Eugen d'Albert

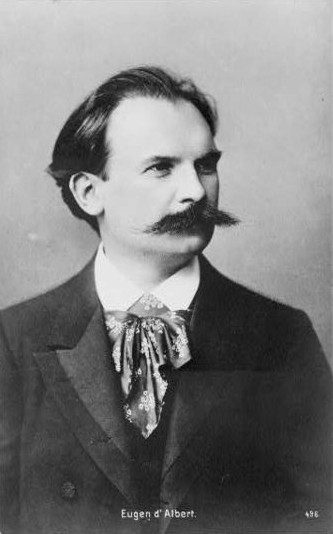
Eugen d'Albert

Eugen Francis Charles d'Albert, född 10 april 1864 i Glasgow, död 3 mars 1932 i Riga, var en kompositör och musiker (pianist) verksam i Tyskland. 

## Biografi
Han var son till den franske kompositören Charles d'Albert och en italiensk mor och gift sex gånger, först med Louise Salingré (med vilken han fick sonen Louis-Albert Salingré), därefter från 1892 till 1895 med pianisten Teresa Carreño. Hans följande fyra fruar hette Hermine Finck, Ida Fulda, Friederike Jauner och Hilde Fels. Mot slutet av sitt liv var Virginia Zanetti hans älskarinna.
År 1864 blev han uppmärksammad i London som pianosolist  och han studerade först piano där och senare för Franz Liszt samt komposition för dirigenten Hans Richter. Han inledde sin bana som kompositör med kammar- och orkestermusik samt sånger, men kom även att komponera tretton operor. Med Tiefland 1903 blev han världsberömd. Väl kända är även den komiska Die Abreise och Die toten Augen. Han slutade att uppträda som pianist 1929 och avled 1932 i Riga.

## Verklista (urval)

### Operor
- Der Rubin, Opera i 2 akter. Libretto: E. d'Albert, efter Friedrich Hebbel (1893).
- Ghismonda, Opera i 3 akter. Libretto: E. d'Albert, efter Karl Immermann Die Opfer des Schweigens (1895).
- Gernot, Opera i 3 akter. Libretto: Gustav Kastropp (1897).
- Die Abreise, Musikaliskt Lustspel i 1 akt. Libretto: Ferdinand Graf von Sporck, efter August Ernst von Steigentesch (1898).
- Kain, Opera i 1 akt. Libretto: Heinrich Bulthaupt (1900).
- Der Improvisator, Opera i 3 akter. Libretto: Gustav Kastropp, efter Victor Hugo Angelo, der Tyrann von Padua (1902).
- Tiefland, Musikdrama i 2 akter och prolog. Libretto: Rudolf Lothar, efter Àngel Guimerà Terra baixa (1903). Uppförd i Stockholm 1908 med titeln Låglandet.
- Flauto solo, scenisk musik till musikaliskt lustspel i 1 akt. Libretto: Hans von Wolzogen (1905).
- Tragaldabas, der geborgte Ehemann, komisk opera i 4 akter. Libretto: Rudolf Lothar, efter Auguste Vacquerie (1907).
- Izeÿl, Opera i 3 akter. Libretto: Rudolf Lothar, efter Paul Armand Silvestre och Eugène Morand (1909). Uppförd i Stockholm 1910.
- Die verschenkte Frau, Opera i 3 akter. Libretto: Rudolf Lothar, efter E. Antony (1912).
- Liebesketten, Opera i 3 akter. Libretto: Rudolf Lothar efter Àngel Guimerà La hija del mar (1912).
- Die toten Augen, Opera (eine Bühnendichtung) i 1 akt och prolog. Libretto: Hanns Heinz Ewers och Marc Henry, efter Marc Henry Les yeux morts (1916). Uppförd i Stockholm 1920 med titeln Myrtokle.
- Der Stier von Olivera, Opera i 3 akter. Libretto: Richard Batka, efter Heinrich Lilienfein (1918).
- Revolutionshochzeit, Opera i 3 akter. Libretto: Ferdinand Lion, efter Sophus Michaëlis (1919).
- Scirocco, Opera i 3 akter. Libretto: Karl Michael von Levetzow och Leo Feld (1921).
- Der Golem, Musikdrama i 3 akter. Libretto: Ferdinand Lion, efter Arthur Holitscher (1926).
- Die schwarze Orchidee, Opera i 3 akter. Libretto: Karl Michael von Levetzow (1928).
- Die Witwe von Ephesos, Opera i 3 akter. Libretto: Karl Michael von Levetzow, efter Petronius (ej uppförd).
- Mister Wu, Opera i 3 akter, fullbordad av Leo Blech. Libretto: Karl Michael von Levetzow, efter Harry M. Vernon och Harold Owen (1932).

### Instrumentalmusik
En symfoni, en uvertyr, två pianokonserter, en violoncellkonsert, två stråkkvartetter, pianoverk, bland annat en sonat och en svit samt transkriptioner med mera.

### Vokalmusik
Der Mensch und das Leben, körverk och sånger.